# Sega против Accolade
Sega Enterprises Ltd. v. Accolade, Inc., 977 F.2d 1510 (9th Cir. 1992), или Sega против Accolade — дело, в ходе которого Апелляционный суд США по девятому федеральному апелляционному округу применил американское законодательство об интеллектуальной собственности к вопросу обратной разработки компьютерного программного обеспечения. Издательство Accolade выпустило нелицензированное программное обеспечение для игровой приставки Sega Genesis и осуществило это с помощью обратной разработки программного обеспечения компании Sega. Дело затрагивает несколько частично пересекающихся вопросов, в частности область действия авторского права, допустимое использование товарных знаков и сферу действия доктрины добросовестного использования компьютерных программ.
Вначале иск был подан в Федеральный окружной суд Северного округа Калифорнии, который вынес решение в пользу компании Sega, запретив компании Accolade выпускать новые игры для Genesis и потребовав от неё отозвать все выпущенные ею игры для этой приставки. Решение было обжаловано в апелляционном суде девятого округа на том основании, что обратная разработка приставки Genesis была защищена законом о добросовестном использовании. Апелляционный суд отменил решение окружного суда и постановил, что использование компанией Accolade технологии обратной разработки для издания игр для Genesis было защищено законом о добросовестном использовании и что предполагаемое нарушение товарных знаков Sega является виной самой компании Sega. Это дело часто цитируется в других делах, связанных с обратной разработкой и принципом добросовестного использования.

## Предыстория
В марте 1984 года компания Sega Enterprises Ltd. была приобретена её бывшим генеральным директором Дэвидом Розеном, а также группой спонсоров. Хаяо Накаяма, один из этих спонсоров, был назначен новым генеральным директором компании Sega. После краха аркадной индустрии Накаяма решил сконцентрировать усилия компании на развитии рынка домашних игровых приставок. В это время компанию начала беспокоить большая распространённость пиратства программного обеспечения в Юго-Восточной Азии и в основном на Тайване. Тайвань не подписал Бернскую конвенцию, что серьёзно ограничивало юридические возможности Sega в этом регионе. Тем не менее законодательство Тайваня позволяло подавать в суд за нарушения прав на товарный знак. Sega, как и её конкурент Nintendo, разработала систему защиты для своих приставок, чтобы оградить себя от пиратства и нелицензированных издателей, по которой товарный знак Sega для лицензионных игр выводился самой приставкой. Несмотря на это, компьютерные пираты нашли способы запускать свои игры без вывода товарного знака.

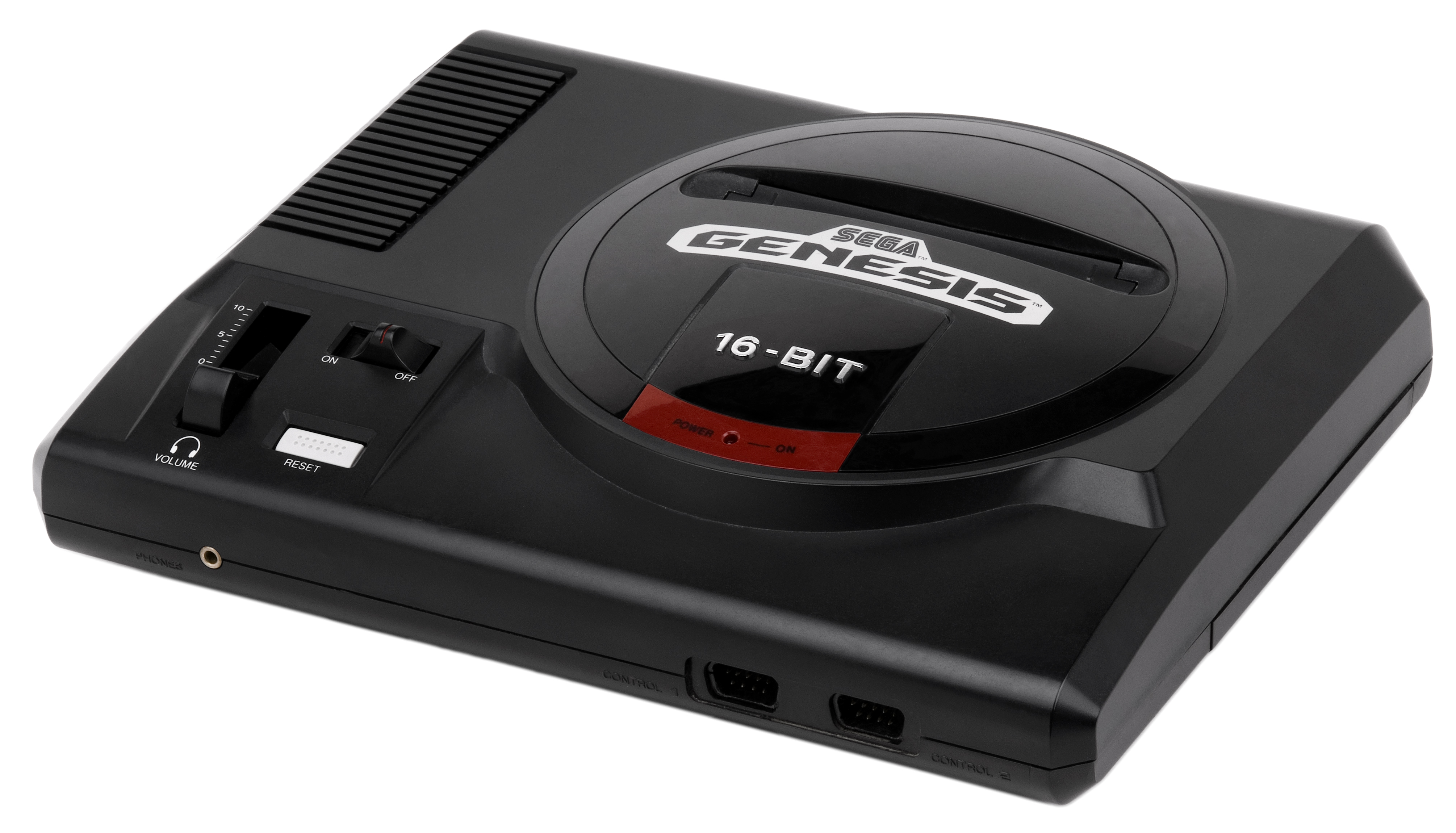
Третья версия первой модели игровой приставки Genesis, известная как Genesis III, фигурировала в деле Sega v. Accolade из-за использования системы защиты Trademark Security System (TMSS)

После выхода Sega Genesis в 1989 году издатель видеоигр Accolade начал изучать возможности выпуска некоторых своих компьютерных игр на данной приставке. Однако в то время Sega вынуждала сторонних разработчиков заключать с ней лицензионные соглашения, что приводило к увеличению их расходов. По словам соучредителя Accolade Алана Миллера, «один разработчик платит им [Sega] от 10 до 15 долларов за картридж сверх остальных затрат на производство оборудования, что для независимого издателя почти вдвое увеличивает стоимость производства товара». В дополнение к этому, Sega требовала от Accolade передать ей права на эксклюзивное издание игр, что не позволило бы Accolade выпускать свои игры на других системах.
Чтобы обойти вопрос лицензирования, компания Accolade решила изыскать альтернативный способ выпуска своих игр, и для этого купила приставку Genesis, с помощью которой была проведена декомпиляция исполняемого кода трёх игр. Результат декомпиляции был использован для программирования своих новых картриджей таким образом, чтобы они могли отключать блокировки безопасности, препятствующие запуску нелицензированных игр. Благодаря этому, на Genesis была успешно выпущена игра Ishido: The Way of Stones. При этом, чтобы провести декомпиляцию программного обеспечения некоторых лицензированных игр для Genesis, Accolade несколько раз скопировала защищённый авторским правом код игр Sega.

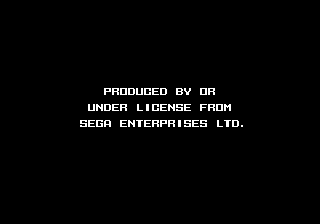
Экран, показываемый системой Trademark Security System (TMSS)

В связи с проблемой пиратства и нелицензионной разработки игр компания Sega добавила технический механизм защиты в новое издание Genesis, выпущенное в 1990 году и получившее название Genesis III. В этой новой версии приставки содержался код — известный под названием Trademark Security System (TMSS) — который, когда в приставку вставлялся игровой картридж, проверял наличие строки «SEGA» в определённом месте памяти картриджа. Если, и только если строка присутствует, приставка запускает игру и на короткое время выводит надпись «PRODUCED BY OR UNDER LICENSE FROM SEGA ENTERPRISES LTD». Эта система имела двойной эффект: она обеспечила дополнительную защиту от нелицензионных разработчиков и пиратства программного обеспечения, а также заставила торговую марку Sega отображаться при включении игры, что сделало возможным подачу иска о нарушении прав на товарный знак в случае разработки нелицензионного программного обеспечения. Об этой разработке Accolade стало известно в январе 1991 года на зимней Consumer Electronics Show, на которой Sega показала новую приставку Genesis III, и продемонстрировала как та отказалась запускать игровой картридж Ishido. На следующий год было запланировано ещё больше игр, и в Accolade успешно определили, какой файл отвечает за работу TMSS. Позже в компании добавили этот файл в игры HardBall!, Star Control, Mike Ditka Power Football и Turrican.

## Судебный иск
31 октября 1991 года компания Sega подала иск против компании Accolade в Федеральный окружной суд Северного округа Калифорнии по обвинению в нарушении прав на товарный знак и недобросовестной конкуренции в нарушение закона Ланхема. Через месяц к списку обвинений было добавлено нарушение авторских прав, по закону об авторском праве 1976 года. В ответ на это компания Accolade подала встречный иск за фальсификацию авторства её игр, поскольку при запуске игры показывался товарный знак Sega, и он выводился самой приставкой. Дело слушалось судьёй Барбарой А. Колфилд.
Sega утверждала, что Accolade нарушила её авторские права, потому что игры от Accolade содержали авторский материал Sega. Accolade настаивала на том, что их использование материалов Sega является добросовестным использованием. Однако судья Колфилд не согласилась с этим объяснением, поскольку компания Accolade была производителем игр, её работы были направлены на получение финансовой выгоды, а также потому, что её работы конкурировали непосредственно с лицензированными играми Sega, что, вероятно, привело к снижению продаж игр Sega. Серьёзный удар Accolade по делу был нанесён выступлением инженера Sega по имени Такэси Нагасима, который показал два игровых картриджа Sega, которые могли работать на Genesis III без показа торговой марки системой TMSS и предложил их юристам Accolade, но не пояснил как это возможно. В конечном счёте, это привело к поражению Accolade 3 апреля 1992 года, когда судья Колфилд вынесла решение в пользу Sega и запретила будущие продажи игр Accolade, совместимых с Genesis и демонстрирующих торговую марку Sega при запуске, а также использование компанией результатов обратной разработки. Почти неделю спустя суд также потребовал от Accolade отозвать все их игры, совместимые с Genesis.

## Апелляция

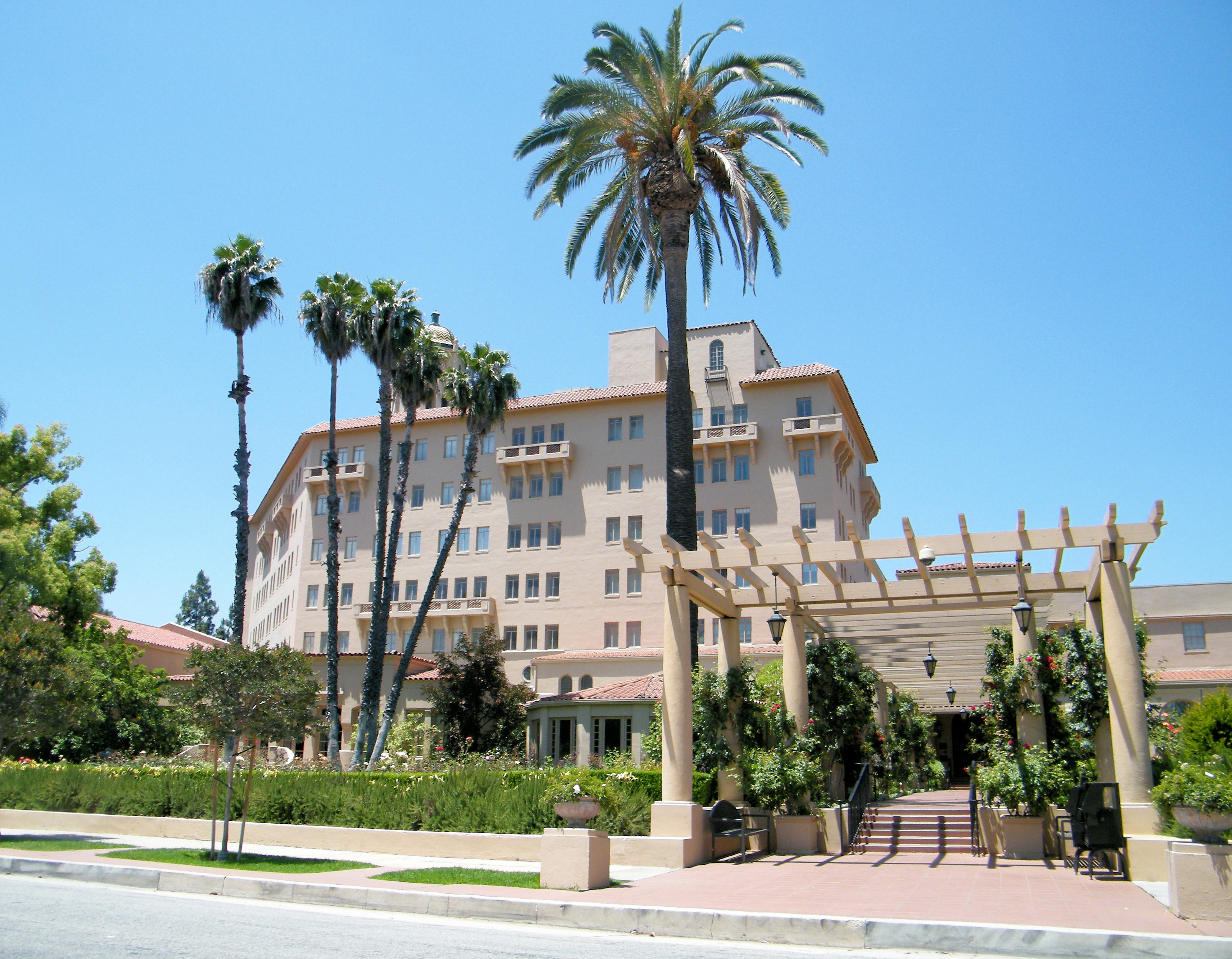
Здание Апелляционного суда США по девятому федеральному апелляционному округу, Пасадена, Калифорния

Постановление окружного суда наносило серьёзные убытки Accolade. По словам соучредителя Accolade Алана Миллера, «чтобы просто оспорить запрет, мы должны были заплатить не менее полумиллиона долларов в виде судебных издержек». 14 апреля 1992 года компания Accolade подала ходатайство о приостановлении исполнения судебного запрета до подачи апелляции в окружной суд, но когда суд не вынес решения к 21 апреля, Accolade подала апелляцию на решение в Апелляционный суд США по девятому федеральному апелляционному округу. Исполнение решения по части отзыва всех игр Accolade для Genesis было приостановлено, но запрет на дальнейшую обратную разработку и разработку программного обеспечения Genesis оставался в силе до 28 августа, когда суд девятого округа приказал его отменить.
В поддержку апелляции Ассоциация компьютерной и коммуникационной промышленности, выступив в статусе amicus curiae, представила информационную сводку. В ней утверждалось, что окружной суд в своей работе допустил ошибки, придя к выводу, что Accolade нарушила авторские права Sega, выполнив обратное проектирование её программного обеспечения, распространив защиту авторских прав на метод работы и не рассмотрев, насколько игры Accolade схожи с материалами Sega, защищёнными авторскими правами. Свои комментарии также представили Американский комитет по интероперабельным системам, Ассоциация производителей компьютерного и делового оборудования и специалист по авторскому праву профессор Деннис С. Карьяла из Университета штата Аризона.
В ходе работы по делу суд учёл несколько факторов в своём анализе и рассмотрел вопросы товарных знаков и авторского права отдельно. Как и в окружном суде, Нагасима показал суду игровой картридж, который работал на Genesis III и не отображал торговую марку. Однако суд не был тронут этим, решив, что картриджи Нагасимы показали, что можно сделать с подробным знанием TMSS, которого не было у Accolade. По мнению суда, так как знание о том, как избежать отображения товарного знака на Genesis III, не является общедоступной для отрасли информацией, попытки Sega доказать, что отображение их товарного знака не требуется для запуска игр на приставке, были недостаточными. В мотивирующей части решения судья Стивен Рейнхардт указал: «Sega сознательно несла риски двух существенных последствий: ложная маркировка продукции некоторых конкурентов и препятствование другим конкурентам производить игры, совместимые с Genesis. Согласно закону Ланхэма, по крайней мере, первое деяние является явно незаконным». Далее суд сослался на дело Anti-Monopoly v. General Mills Fun Group, в котором со ссылкой на закон Ланхэма говорится: «Торговая марка используется не по назначению, если она служит для ограничения конкуренции в производстве и продаже продукции. Это особая прерогатива ограниченных монополий, предусмотренная патентным законодательством». Судьи по делу решили, что компания Sega нарушила это положение закона, используя свой товарный знак для ограничения конкуренции в разработке программного обеспечения для своей приставки.
Для определения корректности претензий Accolade на добросовестное использование игрового кода Sega, защищённого авторским правом, суд рассмотрел четыре критерия добросовестного использования:
- характер произведения, защищённого авторским правом,
- объём использованного произведения,
- цель использования,
- последствия использования данного произведения на рынке.

Судьям при рассмотрении претензий Sega на авторское право показалась важной разница в размерах между файлом TMSS и игр Accolade. Как отметил судья Рейнхардт в мотивирующей части решения суда, в файле TMSS «содержится от двадцати до двадцати пяти байт данных. Каждая из игр Accolade содержит в общей сложности от 500 000 до 1 500 000 байт данных. По словам сотрудников Accolade, заголовочный файл TMSS — это единственная часть кода Sega, которую Accolade скопировала в собственные игры». Это сделало содержание игр подавляюще оригинальным, и судья Рейнхардт утверждал, что возможность конкурировать с лицензированными играми Sega была в интересах общественности, особенно если эти игры были достаточно отличающимися друг от друга, как утверждалось в апелляции. Суд не принял аргумент о том, что игры Accolade напрямую конкурировали с играми Sega, отметив, что нет никаких доказательств того, что какая-либо из опубликованных игр Accolade сократила рынок для какой-либо из игр Sega. Несмотря на заявления адвокатов Sega о том, что компания вложила много времени и усилий в разработку Genesis и что Accolade извлекла выгоду из этого, суд отклонил эти заявления на том основании, что приставка была в значительной степени функциональной, а её функциональные принципы не были защищены Законом об авторском праве от 1976 года. По вопросу об обратной разработке суд пришёл к выводу, что «если дизассемблирование является единственным способом получить доступ к идеям и функциональным элементам, воплощённым в компьютерной программе, защищённой авторским правом, и если существует веская причина для получения такого доступа, то дизассемблирование является добросовестным использованием произведения, защищённого авторским правом, в соответствии с законом».
28 августа 1992 года апелляционный суд девятого округа отменил решение окружного суда и постановил, что декомпиляция программного обеспечения Sega компанией Accolade является добросовестным использованием. Полный текст решения суда был опубликован 20 октября и в нём было отмечено, что использование программного обеспечения было не эксплуататорским несмотря на то, что оно было коммерческим, и что нарушение прав на товарный знак было вызвано случайно актом добросовестного использования, и вина в ложной маркировке возлагалась на компанию Sega. В результате отмены решения судебные издержки по апелляции были возложены на Sega. Однако судебный запрет был оставлен в силе, поскольку Sega обратилась в апелляционный суд с ходатайством о повторном рассмотрении дела.

## Урегулирование
8 января 1993 года, когда ходатайство Sega о проведении повторного слушания ещё не было рассмотрено, суд предпринял необычный шаг, изменив своё решение от 20 октября 1992 года, и отменил судебный запрет, запрещающий Accolade разрабатывать или продавать программное обеспечение для Genesis. За этим 26 января последовал формальный отказ по удовлетворению ходатайства Sega. Поскольку суд девятого округа отклонил встречный иск, поданный Accolade касательно ложной маркировки продукта по закону Ланхэма, это дало «каждой стороне свободу действовать так же свободно, как и до выдачи предварительного судебного запрета». Sega и Accolade окончательно урегулировали конфликт 30 апреля 1993 года. В рамках этого соглашения Accolade стала официальным лицензиатом Sega, а позже разработала и выпустила игру Barkley Shut Up and Jam!, работая по лицензии. Условия лицензирования, включая информацию о том, были ли предоставлены Accolade какие-либо специальные условия или скидки, не были обнародованы. Финансовые условия сделки также не были раскрыты, хотя обе компании согласились оплатить свои собственные судебные издержки.
В официальном заявлении председатель Sega of America Дэвид Розен выразил удовлетворение урегулированием. По словам Розена, «Это урегулирование является удовлетворительным завершением того, что было очень сложным набором проблем. Мы не только рады полюбовному урегулированию этого дела, но и перевернули страницу в наших связях с Accolade и теперь с нетерпением ждём здоровых и взаимовыгодных отношений в будущем». Алан Миллер из Accolade выразил больше энтузиазма в связи с урегулированием, сказав в своём заявлении: «Мы очень довольны урегулированием и рады новым рынкам, которые оно открывает для Accolade. В настоящее время Accolade испытывает большой спрос на свою продукцию для Sega Genesis в Северной Америке и Европе. Теперь мы сможем издавать наши продукты на системах Sega Genesis и Game Gear по всему миру». Однако, по словам Миллера, несмотря на урегулирование, упущенная выгода Accolade за время действия судебного запрета составила от 15 до 25 миллионов долларов.

## Влияние
Sega v. Accolade является значимым делом в вопросах, связанных с обратной разработкой программного обеспечения и нарушением авторских прав, и упоминается во многих судебных делах с 1993 года. Дело переопределило то, как обратная разработка и нелицензированная продукция рассматриваются в юридических вопросах, связанных с авторским правом. С юридической точки зрения, в решении выражено согласие с тем, что деятельность Accolade в области обратной разработки Sega Genesis связана с доступом к идеям, которые признаны не охраняемыми законом об авторском праве, и что доступ к ним можно было получить только путём декомпиляции. Решением было установлено, что функциональные принципы игровой приставки не защищены авторским правом, а при отсутствии иных средств получения доступа обратная разработка защищена доктриной добросовестного использования. Одним из важных дел, которые ссылались на Sega v. Accolade в качестве прецедента, стало Sony Computer Entertainment, Inc. v. Connectix Corp., которое установило, что обратная разработка BIOS игровой приставки Sony PlayStation была защищена доктриной добросовестного использования и не была связана с эксплуатацией.
Решение по делу Sega v. Accolade повлияло на применение критериев добросовестного использования и изменило обязанности владельцев товарных знаков при проведении судебных экспертиз. Несмотря на то, что Accolade занималась копированием игр для игровой приставки Genesis целиком с целью идентификации кода, отвечающего за TMSS, суд придал мало значения объёму копируемого программного произведения, в свете того, что Accolade делала это для создания собственного программного обеспечения, совместимого с Genesis. Аналогичным образом, характер программного произведения имел малый вес в деле, что привело к созданию двухстороннего подхода к определению добросовестного использования, в котором совместно рассматриваются его цель и влияние на рынок. Дело стало первым случаем, когда закон Ланхема был истолкован таким образом, что путаница, возникшая в результате размещения с помощью защитной программы товарного знака одной компании на произведении другой, является виной первоначального владельца товарного знака.
Дело Sega v. Accolade также помогло установить, что функциональные принципы компьютерных программ не могут быть защищены законом об авторском праве. Напротив, единственной правовой защитой таких принципов может быть патент или коммерческая тайна. Этот аспект решения также подвергся критике, в которой утверждалось, что хотя функциональные принципы не подлежат защите по закону об авторском праве, код TMSS подлежит защите, и, разрешив обратную разработку TMSS как добросовестное использование, решение поощряет копирование защищенных законом программ.